# Vicente de Lardizábal Dubois
Vicente de Lardizábal Dubois (San Sebastián 1740-San Sebastián 1814) fue un médico español de  la Ilustración, iniciador de la medicina naval española.

## Trayectoria profesional
Nació en San Sebastián en 1740 y se licenció en medicina en la universidad de Irache.
En 1769 comenzó a ejercer como médico en San Sebastián combinando su actividad con estancias en Madrid que le ayudaron a publicar  varios libros relacionados con la medicina naval como Consideraciones Político- Médicas sobre la salud de los Navegantes en 1769, Instrucciones para los que hacen viajes a la América, especialmente para la Compañía Guipuzcoana de Caracas en 1769 o Consuelo de Navegantes (El sargazo como antiescorbútico) en 1772. Estos libros supusieron el inicio de la medicina naval en España.
En 1772 ingresó como médico en la Real Compañía Guipuzcoana de Caracas, aunque nunca llegó a embarcarse, donde trabajó hasta su disolución en 1785.
Continuó siendo médico de San Sebastián salvo algunos años  en los que permaneció en la capital navarra.
Durante su vida confeccionó varios informes y dictámenes sobre temas sanitarios para diversos municipios como Cestona,  Betelu o San Sebastián donde describió las epidemias que azotaron a la ciudad después del incendio de 1813 y en el que narró su atención a los afectados.
En el aspecto cultural, entre 1775 y 1885 perteneció a la Real Sociedad Bascongada de Amigos del País donde publicó artículos relacionados con la medicina.
Falleció en su caserío de San Sebastián en 1814.